# Roland Irusta
Roland Irusta (27 de março de 1938) é um ex-futebolista argentino que competiu na Copa do Mundo FIFA de 1966.